# Яник Бандовски
Яник Бандовски (на немски: Jannik Bandowski) (роден на 30 март 1994 в Корбах, Германия) е германски футболист, играе като ляв защитник и се състезава за Борусия Дортмунд.

## Клубна кариера

### Борусия Дортмунд
През 2011 г. Бандовски преминава в младежката академия на Борусия Дортмунд.
На 23 януари 2013 г. прави дебюта си в професионалния футбол при 2:2 срещу Вацкер Бургхаузен, заменяйки в 57 мин. Марсел Халщенберг.
В края на януари 2015 г. е преотстъпен на втородивизионния Мюнхен 1860. Още в първия си мач за мюнхенските лъвове на 15 февруари 2015 вкарва гол срещу Дармщат 98 в 26 мин. за 1-0.
Договорът му с Борусия Дортмунд е до 30 юни 2017 г.